# Stuttgarter Erklärung (1933)
In der Stuttgarter Erklärung vom 9. April 1933 bekundeten 14 süddeutsche Fußballclubs ihre Absicht, jüdische Mitglieder aus den Vereinen auszuschließen. Unterzeichnet wurde die Erklärung durch die Vertreter der Teilnehmer an der diesjährigen süddeutschen Endrunde. Mit Ausnahme von FSV Mainz 05 und Wormatia Worms waren alle anderen Vereine vertreten.

„Die unterzeichneten, am 9. April 1933 in Stuttgart anwesenden, an den Endspielen um die süddeutsche Fußballmeisterschaft beteiligten Vereine des Süddeutschen Fußball- und Leichtathletikverbandes stellen sich freudig und entschieden den von der nationalen Regierung auf dem Gebiete der körperlichen Ertüchtigung verfolgten Besprechungen zur Verfügung und sind bereit, mit allen Kräften daran mitzuarbeiten. Sie sind gewillt, in Fülle dieser Mitarbeit alle Folgerungen, insbesondere in der Frage der Entfernung der Juden aus den Sportvereinen zu ziehen. Sie betrachten es ferner als vaterländische Pflicht, den Wehrsport in ihr Jugenderziehungsprogramm aufzunehmen.“

- Stuttgarter Kickers
- Karlsruher FV
- Phönix Karlsruhe
- Union Böckingen
- FSV Frankfurt
- Eintracht Frankfurt
- 1. FC Nürnberg
- SpVgg Fürth
- SV Waldhof
- Phönix Ludwigshafen
- Bayern München
- 1860 München
- 1. FC Kaiserslautern
- FK Pirmasens

Die Ausgrenzung der Juden, die nach der Machtübernahme der Nationalsozialisten im Januar 1933 in allen Bereichen der Gesellschaft zu beobachten war, wurde damit auch im süddeutschen Vereinsfußball angekündigt. Umgesetzt wurde die Stuttgarter Erklärung später durch die Aufnahme so genannter Arierparagraphen in den Satzungen der Vereine. Der 1. FC Nürnberg beschloss mit Wirkung zum 1. Mai 1933, alle ihm angehörigen jüdischen Mitglieder auszuschließen. Bei Bayern München kam es 1935 zu einer solchen Satzungsänderung. Auch beim 1. FC Kaiserslautern gab es ab Ende 1936 keine jüdischen Mitglieder mehr.